# 下関市立美術館
下関市立美術館（しものせきしりつびじゅつかん/Shimonoseki City Art Museum）は山口県下関市長府に存在する公立美術館。

## 概要
1983年に開館。下関出身の呉服商で、日本画家・高島北海の五女を妻にめとるなど文化人としても知られた河村幸次郎 (かわむらこうじろう、1901年 - 1994年）が収集し下関市に寄贈した、高島北海・岸田劉生・梅原龍三郎・藤田嗣治・香月泰男らの作品や古代オリエント美術品など300点ほど（河村コレクション）を収蔵品として建設された。また、下関市長府生まれの“近代日本画の父”・狩野芳崖らの作も収蔵されており、2021年5月現在の所蔵数は約2400点にのぼる。

## アクセス
- JR西日本下関駅からサンデン交通「長府・小月方面行き乗車」（所要時間約20分）、「市立美術館前」下車後、徒歩1分
- 同長府駅からサンデン交通「下関駅 行き」または「市民病院行き」乗車（所要時間約15分）、「市立美術館前」下車後、徒歩1分
- 同新下関駅からサンデン交通「関門医療センター経由下関駅行き」または「同経由マリンランド行き」乗車（所要時間約25分）、「松原」下車後、徒歩3分

## 周辺施設
- 長府庭園
- 下関市立歴史博物館（旧長府博物館）
- 国立病院機構関門医療センター

## 利用情報
- 開館時間 ─ 9時30分～17時（最終入館16時30分）
- 休館日 ─ 祝日以外の月曜日、年末年始（12月30日～1月2日）、展覧会前後の展示替え期間
- その他
  - 車椅子貸し出し可能
  - バリアフリー対応
  - ベビーカー貸し出し可能